# Frammento di Okazaki

Replicazione del DNA

Un frammento di Okazaki è un breve frammento di DNA sintetizzato attraverso la catalizzazione dalle DNA polimerasi (DNA polimerasi III) durante la replicazione del DNA da parte del filamento lento, e da un Primer di RNA. Questo frammento è composto da circa 1000÷2000 nucleotidi nelle cellule procariote e 100÷200 nucleotidi nelle cellule eucariote.

## Formazione dei frammenti di Okazaki
Dal momento che la sintesi del DNA può avvenire solo in direzione 5'→3' e che l'origine di replicazione (rappresentato da una specifica sequenza di nucleotidi) non si trova mai all'estremità 5' o 3' (motivo per cui si forma la cosiddetta bolla replicativa), solo uno dei due filamenti appartenenti alla stessa corsia, detto filamento guida (o filamento leader, filamento veloce o, in inglese, leading strand), può essere sintetizzato in maniera continua, utilizzando un unico innesco.
L'altro filamento, invece, chiamato filamento in ritardo (detto anche filamento lento o lagging strand in inglese), deve essere sintetizzato in direzione opposta al leading (in direzione 3'→5'), sotto forma di piccoli frammenti discontinui, definiti appunto frammenti di Okazaki. Per tale motivo, in realtà, il filamento tardivo è dunque composto da diversi filamenti, la cui sintesi inizia vicino alla forca replicativa a partire da un innesco (in inglese primer) da parte di una Primasi. L'innesco verrà poi rimosso dall'enzima RNAsi H e sostituito con DNA da parte della DNA polimerasi I. Il frammento viene poi legato al frammento successivo grazie al DNA ligasi tramite un legame fosfodiesterico per creare una catena di DNA continua.
Questo modello di replicazione discontinuo fu postulato da Reiji Okazaki, il quale dimostrò l'esistenza dei frammenti di DNA, che da lui presero in seguito il nome.
Si noti che la replicazione del DNA è bidirezionale, a opera di forcelle di replicazione che operano in entrambe le direzioni lungo il doppio filamento di DNA; pertanto un singolo filamento di DNA è contemporaneamente guida per la duplicazione in una direzione e in ritardo in direzione opposta; i frammenti di Okazaki si formano sulle "metà" percorse dalle forchette di replicazione in direzione 3'→5', quindi su entrambi i filamenti della doppia elica del DNA.

## Esperimenti di Okazaki
Nel 1967 Reiji Okazaki, Kiwako Sakabe, Nakamoto Yuta e Osaki Shotaro, assieme ad altri colleghi, condussero alcuni esperimenti che dimostrarono l'esistenza di questi corti filamenti di DNA:
- si allestirono delle colture del batterio Escherichia coli, che si trovavano in una fase di attiva sintesi di DNA;

- queste colture vennero sottoposte a brevi esposizioni (5 secondi) di timidina triziata, 3H-timidina, che era incorporata nel DNA nascente (pulse);

- si aggiungeva, quindi, timidina non radioattiva (cold chase);

- subito dopo il DNA veniva isolato e denaturato in soluzione alcalina;

- la soluzione veniva centrifugata in gradiente di saccarosio, che separava i filamenti di DNA in base al peso molecolare;

- le varie bande erano, quindi, analizzate per la presenza di radioattività.

L'esperimento fu ripetuto più volte, allungando i periodi delle fasi pulse e/o chase.
Si osservò che, quando l'esposizione al nucleotide marcato era molto breve (5-10 secondi), la maggior parte della radioattività era localizzata in corti frammenti di DNA, della lunghezza di 1000-2000 nucleotidi. Allungando il tempo d'esposizione (pulse), invece, aumentava la frazione di DNA marcato con più elevato peso molecolare. Lo stesso risultato si otteneva quando si prolungava il periodo della cold chase, prima dell'isolamento del DNA.
Da queste osservazioni si dedusse che il DNA era sintetizzato sotto forma di piccoli frammenti nella prima fase, che poi erano saldati per formare filamenti più lunghi.
Si dimostrò che era l'enzima ligasi a saldare i frammenti di Okazaki, infatti, lo stesso esperimento condotto con mutanti ligasi-negativi (batteri che non possedevano una forma funzionale dell'enzima) non produceva filamenti radioattivi con elevato peso molecolare.
In seguito, la sintesi dei frammenti di Okazaki è stata evidenziata anche negli eucarioti.

## Telomeri
Poiché le DNA-polimerasi dei "filamenti lenti" non riescono a completare la sintesi dell'ultimo frammento di Okazaki, ogni cromosoma dovrebbe perdere un frammento di sé stesso. Ciò provocherebbe gravi danni alla funzionalità del cromosoma, perciò alle estremità 3' e 5' vengono posizionate delle sequenze nucleotidiche (TTAGGG per la maggior parte degli esseri viventi) ripetute svariate volte (2500 nei cromosomi umani). Queste sequenze, inutili per la struttura del DNA, sono dette "telomeri" e, ad ogni duplicazione, vengono persi dai 50 ai 200 nucleotidi da questi, cosicché non venga alterato il cromosoma. Perdendo quella quantità di nucleotidi, il cromosoma si può duplicare per 20/30, fino a 50 volte prima di arrivare al DNA, per così dire, vero e proprio, il limite di Hayflick. Tuttavia, alcune cellule sono in grado di risintetizzare i telomeri, potendosi quindi duplicare infinite volte, attraverso l'utilizzo dell'enzima specifico per questa funzione, detto telomerasi.